# Cuarta Manzana, Hidalgo
Cuarta Manzana är en ort i Mexiko.   Den ligger i kommunen Alfajayucan och delstaten Hidalgo, i den sydöstra delen av landet, 110 km norr om huvudstaden Mexico City. Cuarta Manzana ligger 1 895 meter över havet och antalet invånare är 207.
Terrängen runt Cuarta Manzana är kuperad åt sydost, men åt nordväst är den platt. Runt Cuarta Manzana är det ganska tätbefolkat, med 60 invånare per kvadratkilometer. Närmaste större samhälle är Alfajayucan, 1,7 km söder om Cuarta Manzana. Omgivningarna runt Cuarta Manzana är i huvudsak ett öppet busklandskap.